# C418
Daniel Rosenfeld (* 9. května 1989 Saská Kamenice), známý také pod přezdívkou C418, je německý hudebník a zvukový inženýr. Je známý svou minimalistickou ambientní tvorbou a proslavil se jako bývalý skladatel soundtracku sandboxové videohry Minecraft. Jeho hudba pro tuto hru, uznávaná pro svou nostalgickou hodnotu, je považována za jeden z nejlepších složených videoherních soundtracků.
Rosenfelda přivedl k hudební produkci jeho bratr Harry. Rosenfeld se začal hudbě věnovat jako koníčku. Na internetovém fóru TIGSource se seznámil s herním vývojářem Markusem Perssonem a stal se zvukovým designérem a skladatelem pro Perssonův projekt Minecraft. Rosenfeld ke hře vydal soundtracková alba Volume Alpha (2011) a Volume Beta (2013) a složil hudbu k dokumentárnímu filmu Minecraft: The Story of Mojang s albem One (2012). Vydal album 148 (2015), napsal a produkoval znělku k filmu Beyond Stranger Things a vydal album Dief (obě 2017). Vydal studiové album Excursions (2018) a složil hudbu ke Steam verzi hry Cookie Clicker (2021). Rosenfeld spolu s vývojáři Daveyem Wredenem a Karlou Zimonjou založil nezávislé videoherní studio Ivy Road. V současnosti skládá soundtrack k jejich první hře Wanderstop (2025).
V srpnu 2023 se umístil na 1. místě v žebříčku začínajících umělců časopisu Billboard.

## Osobní život a názory
Rosenfeld žije v Austinu. Je oddaným zastáncem práv transgenderových lidí a černochů.
V roce 2024 Rosenfeld zveřejnil na Twitteru řadu příspěvků a v jednom z nich prohlásil: „Na životech transgender lidí záleží a cokoli jiného je nepřijatelné. Mluvíte o mizivém procentu populace, nechte je kurva být.“ Rosenfeld řekl, že tyto příspěvky byly součástí experimentu, který měl porovnat, jak Twitter moderoval tyto příspěvky ve srovnání s jinými platformami, po změnách v blokování na této platformě.

## Diskografie
- The Whatever Director's Cut (2008)
- Zweitonegoismus (2008)
- Bushes and Marshmallows (2009)
- A Cobblers Tee Thug (2010)
- Circle (2010)
- Life Changing Moments Seem Minor in Pictures (2010)
- Minecraft – Volume Alpha (2011)
- 72 Minutes of Fame (2011)
- One (2012)
- Minecraft – Volume Beta (2013)
- 148 (2015)
- Dief (2017)
- Excursions (2018)
- Wanderstop (soundtrack) (2025)